# Mouvement indépendant des citoyens
Ne doit pas être confondu avec Mouvement des citoyens.
Le Mouvement indépendant des citoyens (en anglais : Independent Citizens Movement, abrégé en ICM) est un parti politique des Îles Vierges des États-Unis qui fait campagne pour augmenter la participation populaire à la vie politique, ainsi que pour obtenir une plus grande autonomie pour les îles Vierges, semblable au statut de Commonwealth de Porto Rico. Il est issu d'une scission avec le Parti démocrate.
Le Parti a été fondé par Virdin C. Brown et Steve O'Reilly en 1968. Plusieurs candidats se sont présentés sous son étiquette en 1968, puis à nouveau en 1970, mais leur plus grand succès électoral a été obtenu au début des années 1970 en remportant jusqu'à sept sièges au Sénat.
Ensuite, Cyril E. King, dont le poste de secrétaire du territoire, nommé par le gouvernement fédéral, l’empêchait de se joindre à l’ICM, se présenta sous la bannière du parti en 1974 et remporta le poste de gouverneur. À la mort de King, Juan F. Luis, son ancien lieutenant-gouverneur, lui succéda et occupa ce poste jusqu’en 1987. Il était le plus ancien gouverneur de l’histoire du territoire.